# مرده شریر (فیلم ۲۰۱۳)
مرده شیطانی یا مرده شریر (انگلیسی: Evil Dead) فیلمی در ژانر ترسناک فراطبیعی به نویسندگی و کارگردانی فده آلوارز است که در سال ۲۰۱۳ منتشر شد. از بازیگران آن می‌توان به جین لوی، شایلو فرناندز، جسیکا لوکاس بروس کمپبل و لورنزو لاماس اشاره کرد.